# Edificio La Equitativa del Plata
La Equitativa del Plata es un edificio de oficinas de estilo art déco construido en el año 1929 para la compañía de seguros de dicho nombre. Se encuentra en la esquina sudeste de la calle Florida y la Avenida Roque Sáenz Peña, en el barrio de San Nicolás, en Buenos Aires, Argentina.
En este cruce se encuentran las cúpulas de otros tres grandes edificios de la década de 1920: el Banco de Boston (luego Standard Bank y hoy ICBC), el Edificio Bencich y el Edificio Miguel Bencich, generando un paisaje urbano representativo único en la ciudad.

## Historia

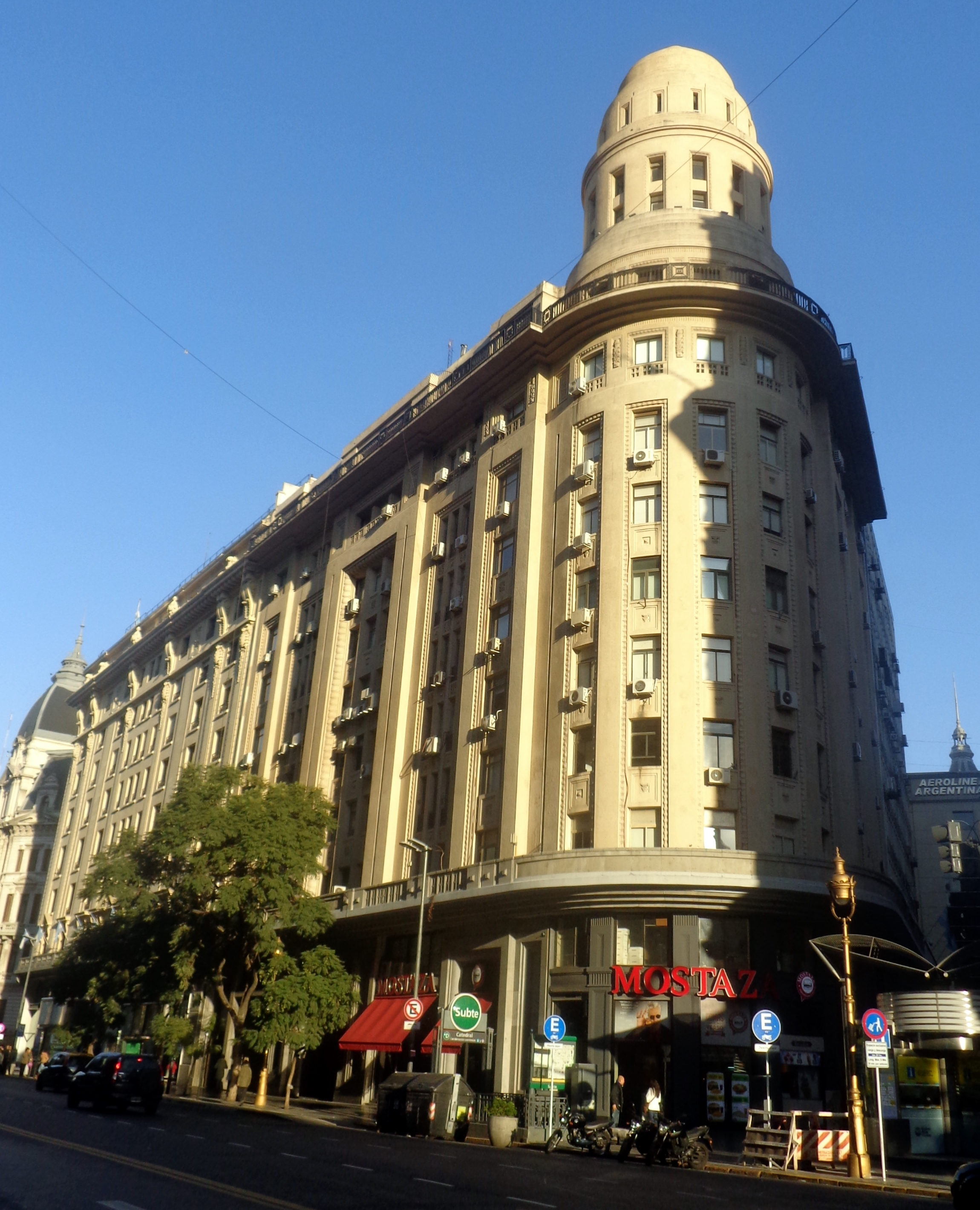
Aspecto en el año 2015.

La avenida Roque Sáenz Peña, conocida también como Diagonal Norte, fue parte de numerosos proyectos de apertura y ensanche de avenidas en Buenos Aires desde fines del siglo XIX. Las calles del casco histórico de la ciudad, delineadas en 1580 por el conquistador español Juan de Garay, habían sido desde hacía décadas fuentes de problemas, y con el surgimiento del tranvía y los automóviles, fue imperioso concretar una serie de obras. Las de la Diagonal Norte comenzaron en su primera cuadra desde Plaza de Mayo, en 1913, y avanzaron a paso lento debido a distintos conflictos legales con los propietarios de los lotes por donde pasaba el trazado de la avenida. Recién pudieron concluirse en 1943.

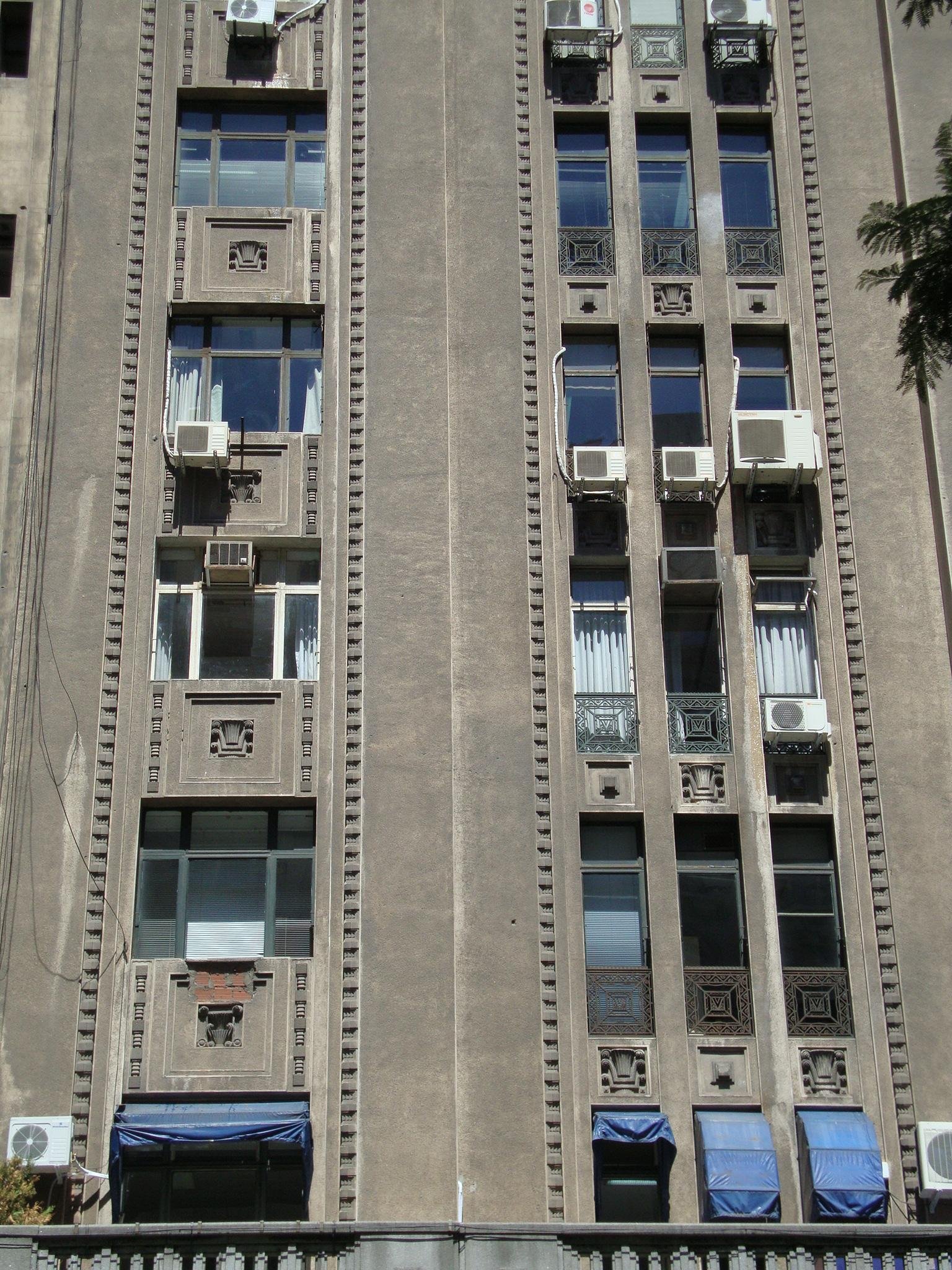
Deteriorada fachada art déco en 2010.

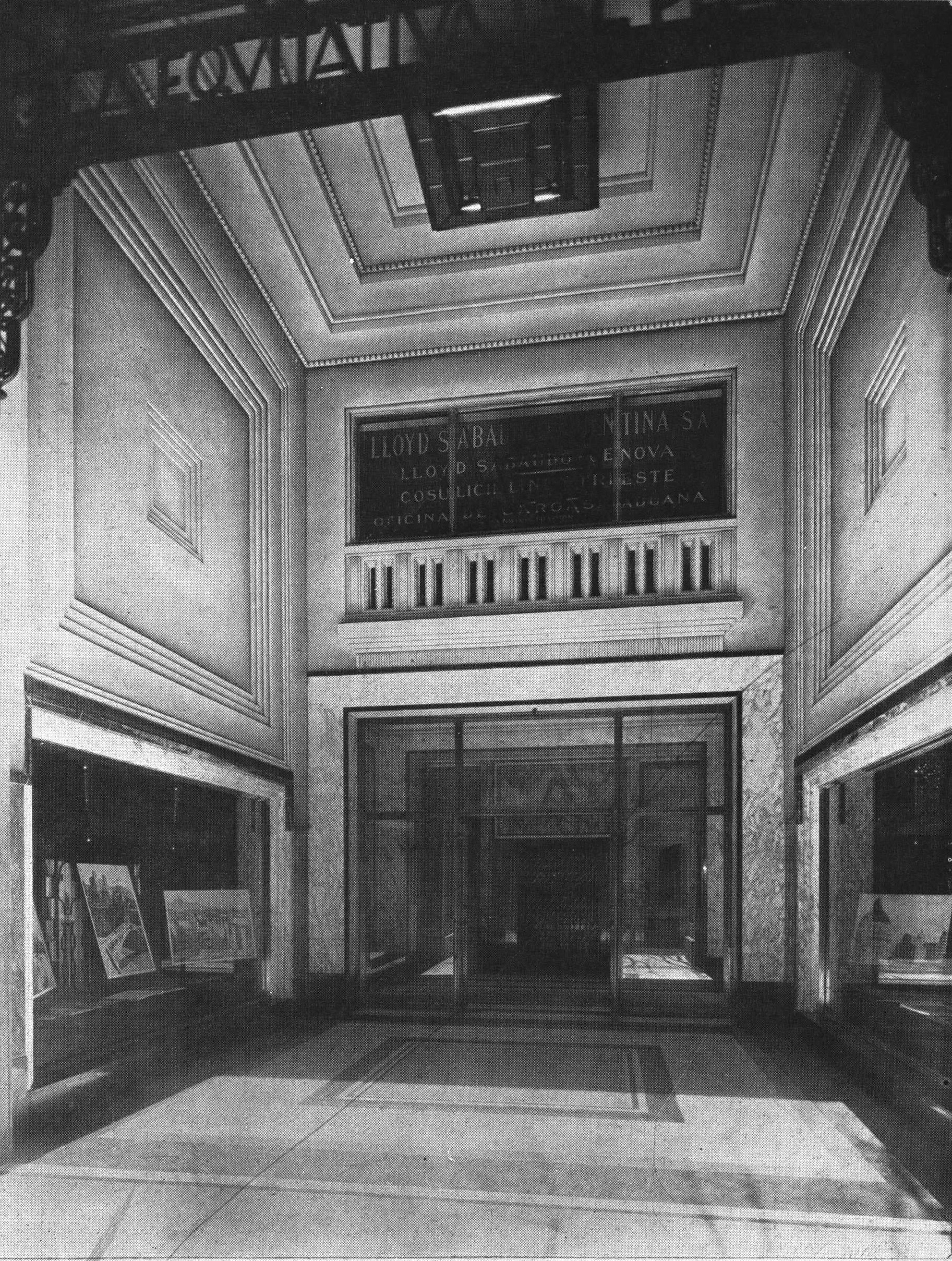
Hall de acceso original en 1930, hoy modificado completamente.

En el extremo de la primera cuadra de la Avenida Roque Sáenz Peña, la compañía de seguros La Equitativa del Plata S.A. adquirió un lote en la esquina sudeste con la calle Florida. La compañía había sido fundada en 1897 y hasta ese momento se alojaba en un edificio en Bartolomé Mitre 250. El arquitecto Alejandro Virasoro proyectó en 1927 la nueva sede de La Equitativa del Plata en su característico estilo art déco, y ésta fue terminada dos años más tarde. Las obras fueron llevadas adelante por su propia constructora, llamada Viribus Unitis ("Fuerzas unidas", en latín). Virasoro instaló las oficinas de su compañía y estudio de arquitectura (que en ese momento sumaban 110 empleados y 1500 obreros) en los pisos 4°, 5° y 6° del La Equitativa del Plata.

## Arquitectura

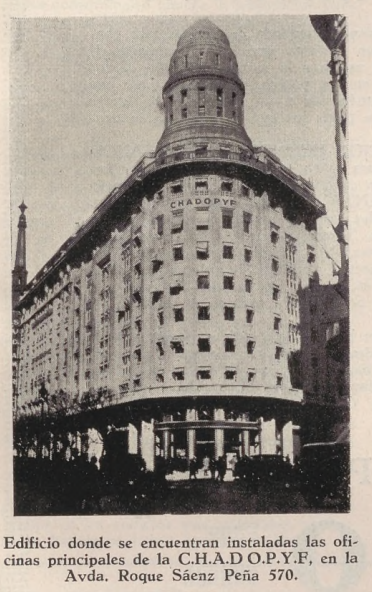
"Edificio donde se encuentran instaladas las oficinas principales de la C.H.A.D O.P.Y.F, en la Avda. Roque Sáenz Peña 570.", revista argentina Hojas españolas de mayo de 1934

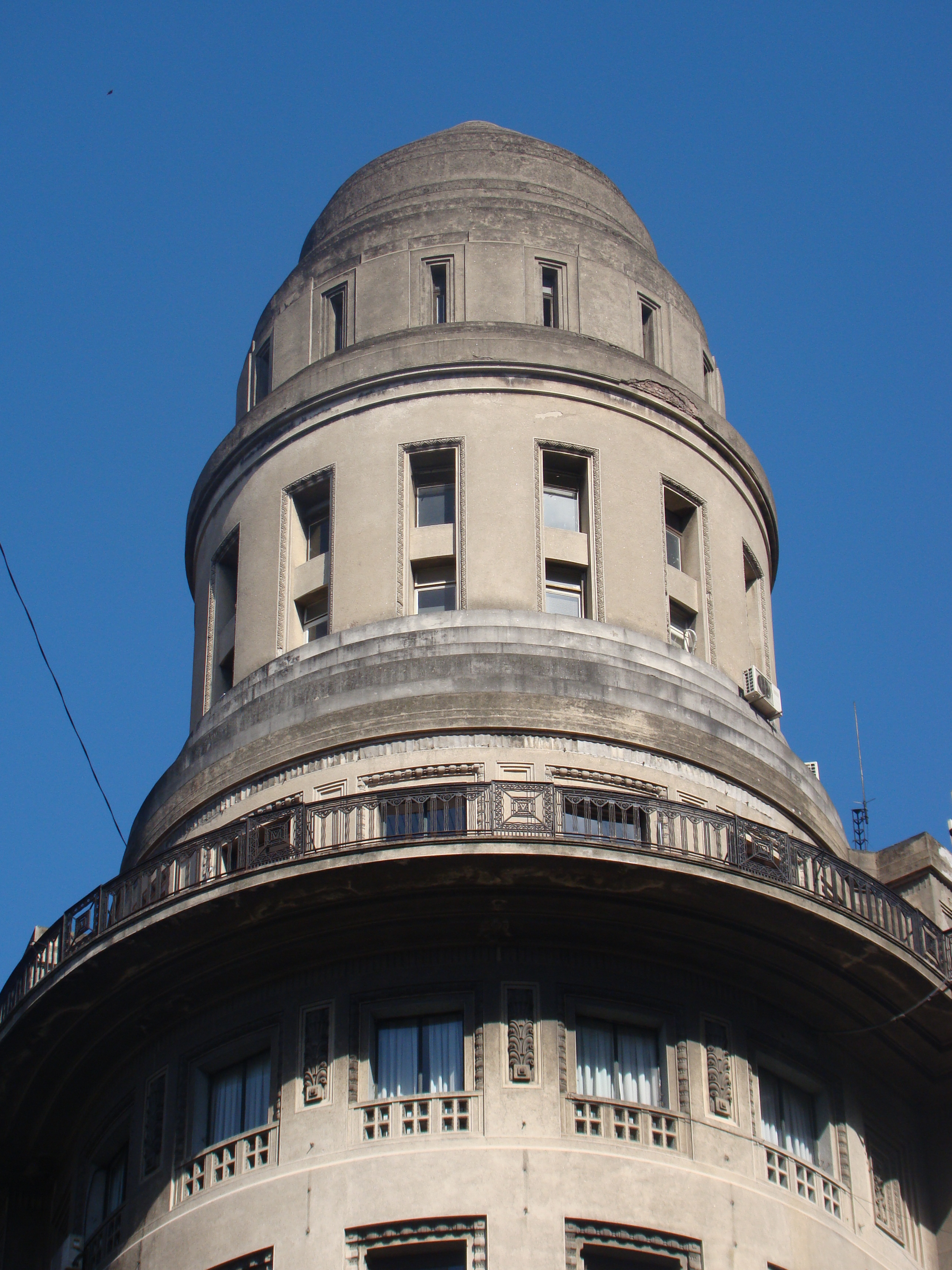
Cúpula del Edificio La Equitativa del Plata

El edificio posee un subsuelo, planta baja y 8 pisos de altura y su cúpula que demuestra las influencias de la época de las arquitecturas mesopotámica y azteca, también estaba ocupada por oficinas, mientras en el sótano había un cuarto de cocinas, una sala de máquinas de dos niveles de profundidad y dos salones amplios, la planta baja estaba destinada a nueve locales comerciales, con un entrepiso cada uno, el más visible sobre la esquina, fue ocupado originalmente por un servicio Aeropostal, cuyo Director en Argentina fue  el piloto y escritor, Antoine de Saint Exupéry y en la actualidad se aloja un local de comidas rápidas. Sobre la Av. Roque Sáenz Peña se encuentra el acceso al hall con la escalera y dos ascensores que suben a los pisos altos, que fueron pensados para alojar a nueve oficinas cada uno. Todo este sector de entrada fue posteriormente remodelado y perdió su ornamentación original, mientras la batería de ascensores fue modernizada y también desapareció la “jaula” original diseñada por Virasoro con estilo art decó.
En los tiempos de su inauguración el estilo sobrio y geométrico del edificio recibió numerosas críticas, siendo caracterizado con una frase tomada del título de una película bélica del momento: Sin novedad en el frente.
Durante el año 2011, comenzó la restauración de la fachada de La Equitativa del Plata, que se encontraba muy deteriorada y perforada por diversas instalaciones, entre ellas numerosos equipos de aire acondicionado. 
En 2013, en el marco del Plan Microcentro, el Gobierno de la Ciudad restauró la planta baja del edificio, adecuando la carteleria de los locales comerciales a la normativa del Área de Protección Histórica 51 "Catedral al Norte".